# 水位增二
水位增二（雙子座68），又名BD+16 1510，HD 60107、SAO 97016、HR 2886，是雙子座的一颗恒星，视星等为5.25，位于銀經203.19，銀緯16.32，其B1900.0坐标为赤經7h 27m 54s，赤緯+16° 16.32′ 30″。